# Parma Heights
Parma Heights ist eine City im Cuyahoga County im US-Bundesstaat Ohio. Das U.S. Census Bureau ermittelte bei der Volkszählung 2020 eine Einwohnerzahl von 20.863.
Parma Heights liegt 14 Kilometer südwestlich von Cleveland, an der Landstraße nach Columbus, und ist 4,2 Quadratmeilen (10,88 km²) groß.
Das Stadtgebiet liegt unmittelbar östlich der West 130th Street und erstreckt sich zu beiden Seiten des U.S. Highway 42, der Landstraße von Cleveland nach Columbus. Nachbargemeinden sind Brook Park und Middleburg Heights im Westen sowie Parma auf den anderen drei Seiten.
Parma Heights ist vorwiegend Wohngemeinde. Entlang der Hauptstraße stehen zahlreiche Büro- und Geschäftshäuser. Als Naherholungsgebiet dient ein Waldgebiet am Big Creek, das zu den Cleveland Metroparks gehört.
Parma Heights geht auf den Parma Township zurück, der im Zuge der Landvermessungen der Connecticut Western Reserve abgesteckt worden war. Die ersten Siedler kamen 1816 an; 1911 wurde der westliche Teil des Townships unter dem Namen Parma Heights ausgegründet. Trotz der Nähe zu Cleveland blieb Parma Heights bis weit ins 20. Jahrhundert hinein ländlich geprägt. Erst nach dem Zweiten Weltkrieg setzte starkes Bevölkerungswachstum ein; die Einwohnerzahl stieg von (1940) 1.330 auf (1960) 18.100 und erreichte 1970 mit 27.192 Einwohnern ihren Höchststand. Bis 1990 ging die Einwohnerzahl dann auf den heutigen Wert zurück.

## Sonstiges
In dem Film R.E.D. – Älter, Härter, Besser lebt der von Bruce Willis gespielte pensionierte CIA-Agent Frank Moses in Parma Heights (erkenntlich an einer Szene, in der das Briefcouvert seines Rentenschecks mit der Adresse gezeigt wird).